# Мерікюла
Ме́рікюла (ест. Meriküla) — село в Естонії, у міському самоврядуванні Нарва-Йиесуу повіту Іда-Вірумаа.

## Населення
Чисельність населення на 31 грудня 2011 року становила 12 осіб.

## Історія
До 21 жовтня 2017 року село входило до складу волості Вайвара.